# Aziatische kampioenschappen schaatsen afstanden 2015
De Aziatische kampioenschappen schaatsen afstanden 2015 werden op 10 en 11 januari 2015 op de provinciale ijsbaan van Jilin te Changchun, China gehouden. Door de verandering van de plaatsingsregels voor de WK allround 2015 was er geen allroundtoernooi, alleen de losse afstanden werden verreden. Er deden schaatsers uit vier landen mee (China, Japan, Mongolië en Chinees Taipei), waarbij Kazachstan en Zuid-Korea ontbraken en uit Japan veel toppers niet aanwezig waren. De Chinese schaatsers wonnen bijna alle medailles.

## Mannentoernooi
| Afstand | Goud            | Zilver        | Brons              |
| ------- | --------------- | ------------- | ------------------ |
| 2×500m  | Sung Ching-yang | Mu Zhongsheng | Guo Qiang          |
| 1000m   | Li Bailin       | Tian Guojun   | Mu Zhongsheng      |
| 1500m   | Li Bailin       | Liu Yiming    | Yang Fan           |
| 5000m   | Sun Longjiang   | Takuro Ogawa  | Talabuhan Rehanbai |
| 10.000m | Sun Longjiang   | Takuro Ogawa  | Zhang Haiming      |

## Vrouwentoernooi
| Afstand | Goud        | Zilver   | Brons                |
| ------- | ----------- | -------- | -------------------- |
| 2×500m  | Zhang Hong  | Yu Jing  | Li Qishi             |
| 1000m   | Zhang Hong  | Li Qishi | Yu Jing              |
| 1500m   | Li Qishi    | Zhao Xin | Hao Jiachen Liu Jing |
| 3000m   | Zhao Xin    | Yu Jing  | Hao Jiachen          |
| 5000m   | Hao Jiachen | Liu Jing | Zhao Xin             |

1994 Sapporo · 
1995 Ulaanbaatar · 
1997 Obihiro · 
1998 Obihiro · 
2000 Ulaanbaatar · 
2001 Harbin · 
2004 Chuncheon · 
2005 Ikaho · 
2007 Changchun · 
2008 Shenyang · 
2009 Tomakomai · 
2010 Obihiro · 
2011 Harbin · 
2012 Astana · 
2013 Changchun · 
2014 Tomakomai · 
2015 Changchun